# Mutterberger See
Mutterberger See är en sjö i Österrike.   Den ligger i förbundslandet Tyrolen, i den västra delen av landet, 400 km väster om huvudstaden Wien. Mutterberger See ligger 2 495 meter över havet. Den högsta punkten i närheten är Mutterberger Seespitze, 3 302 meter över havet, nordväst om Mutterberger See.
Trakten runt Mutterberger See består i huvudsak av gräsmarker. Runt Mutterberger See är det ganska glesbefolkat, med 26 invånare per kvadratkilometer.